# Ḫaldi

Speere vor dem Ḫaldi-Tempel in Muṣaṣir, assyrische Darstellung. Vermutlich Symbol des Gottes Ḫaldi

Ḫaldi (dḪal-di, Chaldi) ist die oberste Gottheit in der urartäischen Religion. Als Staatsgott der Urartäer seit Išpuini wacht Ḫaldi über das Königtum und begleitet das Heer, wenn es in die Schlacht zieht. Die Könige geben vor, ihre Feldzüge in seinem Auftrag zu führen.

## Geschichte

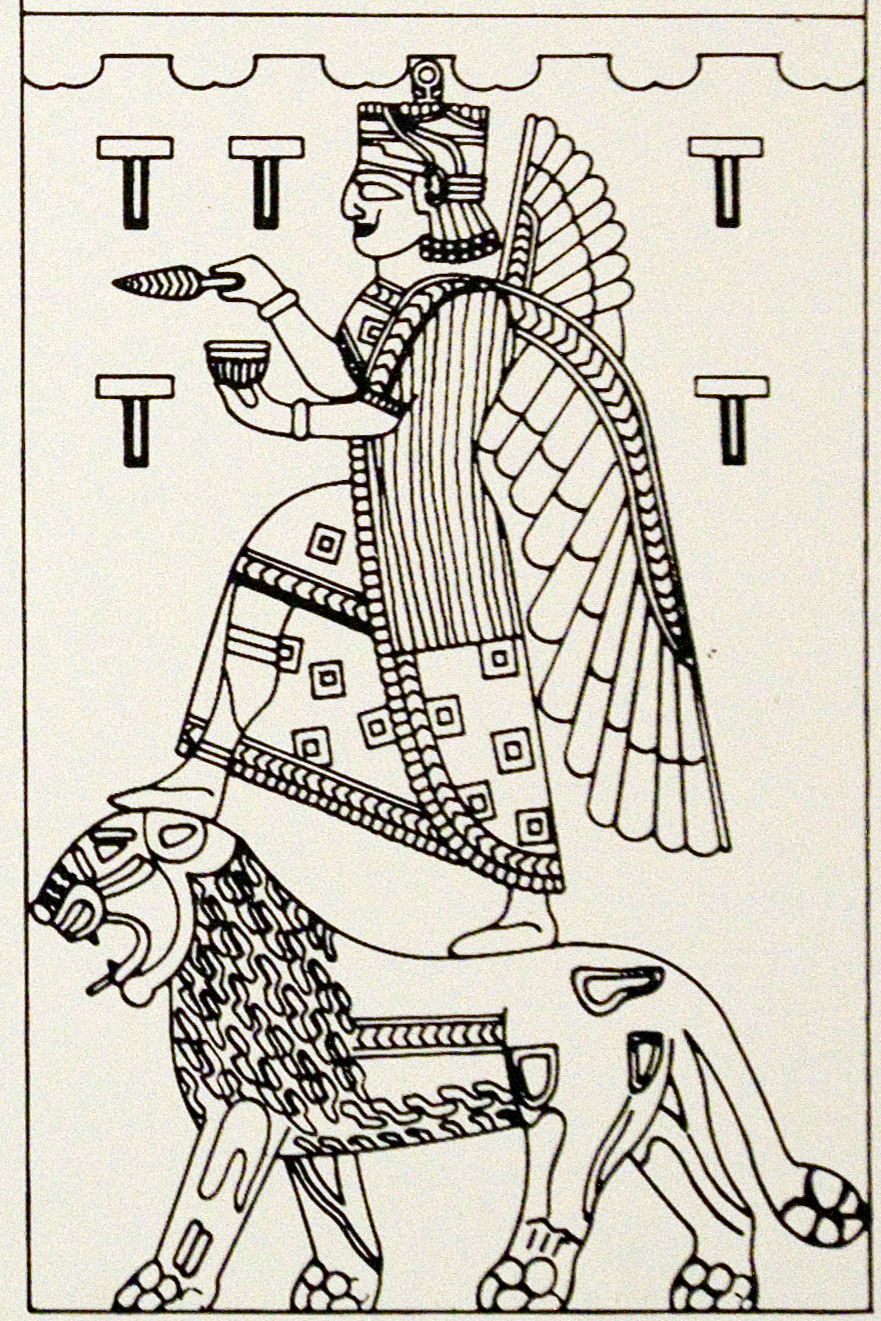
Der Gott Ḫaldi auf dem Rusa-Zylinder, Umzeichnung

Ḫaldi ist ursprünglich kein urartäischer Gott, sondern der Stadtgott von Muṣaṣir. Theophorische Namen mit dem Bestandteil Ḫaldi sind seit mittelassyrischer Zeit belegt. Salvini weist darauf hin, dass die ältesten bekannten urartäischen Inschriften in der Sardursburg in Van Ḫaldi nicht erwähnen. Er weist Išpuini die Einführung des Ḫaldi-Kultes in Urartu zu und sieht darin seine „wichtigste politische Tat“.
Eine Ḫaldi-Stadt (Ḫaldei pātare, dḫal-de-i pa-a-ta-re) ist durch Inschriften des Menua bei Güzak am Vansee und Kaisaran am Keşiş Gölü belegt.
In der Stele von Yazılıtaş des Menua wird eine Stadt Ḫaldiriluḫi in Diaueḫe erwähnt, die Menua zusammen mit Baltuliḫi von Diaueḫe „wegreißt“ und in sein Reich eingliedert. Sagona will den Namen Ḫaldiriluḫi auf den Gott Ḫaldi zurückführen und lokalisiert die Stadt, wie Diakonoff und Kashkai, am Çıldır-See. Dies wäre ein Beleg für die Verehrung von Ḫaldi außerhalb von Urartu. Ephʾal nimmt an, dass Ḫaldi auch einen Tempel in ZʾTR in Mannai besaß.
Rusa I. errichtete auf dem steilen Felsen oberhalb von Nor Bayezit eine Festung namens dḪal-di-e-i URUKUR.

## Kult
Ḫaldis kultische Verehrung übersteigt die aller anderen Götter deutlich, sowohl in der Anzahl der ihm geweihten Tempel als auch der ihm gewidmeten Opfergaben. Beispielsweise werden in der Meher-Kapısı-Inschrift genannt: 17 Rinder, 34 Schafe, sechs Lämmer. Für den nächsthöheren Gott, dem Wettergott Teišeba, werden nur sechs Rinder und zwölf Schafe geopfert; die überwiegende Mehrzahl der Götter erhält lediglich ein Rind und zwei Schafe. Wegen Funden aus dem Tempel von Ayanıs nimmt Çilingiroglu (2004) an, dass dem Haldi auch Getreide geopfert wurde.
Ḫaldi wurde in Turmtempeln (susi) verehrt. Die assyrische Abbildung des Tempels in Muṣaṣir. zeigt beiderseits der Tür einen überdimensionalen Speer, vielleicht eine Darstellung des Šuri.

## Ikonographie

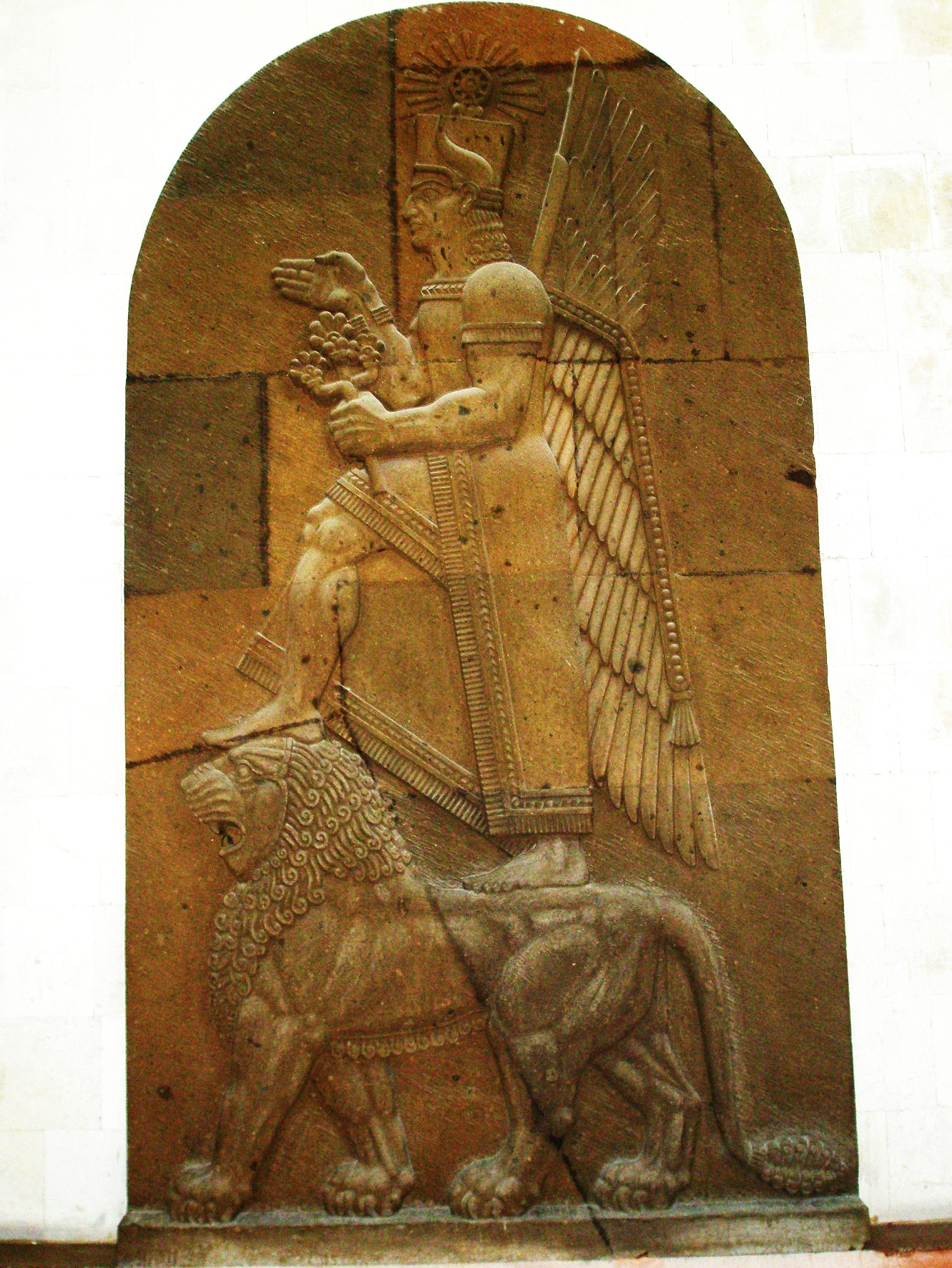
Ḫaldi, Relief aus Erebuni.

Auf dem früh-urartäischen Kult-Schild von Yukarı Anzaf trägt der führende Gott einen flammenzüngelnden/strahlenden Speer (GIŠšuri), seine Beine sind von ebensolchen Flämmchen/Strahlen umgeben, während sein Oberkörper von längeren Strahlen (daši) umgeben ist.
Danach steht Haldi meist auf einem gesattelten Löwen. Der Sattel ist mit einem Sattelknopf versehen, z. B. aus den Darstellungen von Bronzegürteln aus Karmir Blur bekannt. Seine Waffe ist der GIŠšuri, vermutlich ein Speer. Abbilder seines Speers wurden unter anderem in Ayanıs gefunden, die Waffe bestand aus Messing und war daher sehr glänzend.
Später wird Ḫaldi anscheinend nicht mehr figürlich dargestellt, sondern sein Šuri im Tempel abgebildet und verehrt. Bernbeck nimmt an, dass auch Sargon in Musaṣir keine anthropomorphe Statue des Ḫaldi, sondern einen Šuri erbeutete.